# DOM.RIA
DIM.RIA (укр. Домріа, також Дімріа) — український сайт з продажу та оренди всіх типів нерухомості від приватних осіб, забудовників та агентств нерухомості. Сайт та відповідна торгова марка є проектом естонської компанії RIA.com Marketplaces OÜ.
Мовою інтерфейсу сайту за замовчуванням є українська.

## Сервіси
- оголошення про продаж та оренду нерухомості (подобова та довгострокова).
- каталог ріелторів, агентств нерухомості та компаній-забудовників.
- новини ринку нерухомості.[4][5]

Співробітники сайту відвідують частину об'єктів для перевірки правильності даних.

## Історія
У липні 2013 року товарний знак (бренд) DOM.RIA був зареєстрований Відомством інтелектуальної власності Європейського Союзу, а у 2014 — і в Україні.
dom.ria.com — єдиний домен, на якому розміщується DOM.RIA. Перше сповіщення домену dom.ria.com відбулося в 2013 році.
Представництво компанії знаходиться у Таллінні.

## Заходи
- За підтримки ресурсу щорічно проводиться Всеукраїнська конференція ріелторів, у листопаді 2014 року у Києві у ній взяли участь 107 представників[12]. 2015 року конференцію відвідало 230 ріелторів[13][14]. Сайт регулярно проводить семінари для ріелторів і агентств.
- У лютому 2016 року пройшла регіональна конференція у Хмельницькому[15]. Сайт також проводить дослідження ринку нерухомості[16][17][18][19].

## Мобільний додаток
Сайтом розроблено додатки для iOS та Android, вони є спільними для сайтів DOM.RIA та RIA.com [лише зовнішнє посилання ]. Додатки встановлено більше 800 тис. разів. В квітні 2017 року портал запустив мобільний додаток DOM.RIA для Android.